# Anacroneuria flinti
Anacroneuria flinti és una espècie d'insecte plecòpter pertanyent a la família dels pèrlids.

## Etimologia
El seu nom científic honora la figura d'O. S. Flint per les seues nombroses contribucions al coneixement dels insectes aquàtics neotropicals.

## Descripció
- Els adults presenten el cap principalment de color groc, el pronot marró fosc amb una estreta franja groga i les membranes alars transparents amb la nervadura marró fosc.
- Les ales anteriors del mascle fan 10 mm de llargària.
- Ni la nimfa ni la femella no han estat encara descrites.[3]

## Hàbitat
En el seu estadi immadur és aquàtic i viu a l'aigua dolça, mentre que com a adult és terrestre i volador.

## Distribució geogràfica
Es troba a Sud-amèrica: el Perú i Bolívia.